# Massimo Marchignoli
Massimo Marchignoli (Bologna, 5 dicembre 1958 – Castel del Rio, 8 marzo 2020) è stato un politico italiano.

## Biografia
Dopo la maturità classica si è iscritto all'Università di Bologna (Facoltà di Giurisprudenza), lasciando poi gli studi per dedicarsi alla politica a tempo pieno.

Tra il 1982 e il 1990 ricopre diversi incarichi all'interno del PCI imolese.
Nel febbraio 1991 viene eletto sindaco di Castel del Rio, il suo paese d'origine, per il Partito Democratico della Sinistra (PDS).

Dal gennaio 1992 al giugno 1995 ricopre anche la carica di presidente della Comunità montana Valle del Santerno. È nel consiglio della Provincia di Bologna nel periodo 1995-1999.

Nel 1995 ottiene un secondo mandato come sindaco di Castel del Rio. Nello stesso anno viene eletto segretario della federazione imolese del PDS; rieletto nel marzo 1997, nel 1999 lascia entrambe le cariche per candidarsi al municipio di Imola, vincendo le elezioni con i Democratici di Sinistra. Viene confermato sindaco d'Imola nel 2004, carica che lascia anticipatamente il 26 febbraio 2008 per candidarsi alle elezioni politiche del 2008, dove viene eletto deputato della XVI legislatura della Repubblica Italiana nella circoscrizione XI Emilia-Romagna per il Partito Democratico.

Nel 2017 aveva lasciato il PD e si era iscritto ad Articolo 1, seguendo lo stesso percorso di Pier Luigi Bersani e Vasco Errani, gli uomini che maggiormente lo ispirarono nella sua vita politica.
Ha praticato in età giovanile lo sci alpino.
È morto l’8 marzo 2020 a causa di un infarto a Castel del Rio. Lascia la moglie, Serena e la madre, Ottaviana.